# Сохарёва
Сохарёва — деревня в Алапаевском районе Свердловской области России. Входит в муниципальное образование Алапаевское. Управляется Костинской сельской администрацией.

## География
Деревня Сохарёва располагается на левом берегу реки Реж, в 25 километрах на восток от города Алапаевска.

### Часовой пояс
Сохарева, как и вся Свердловская область, находится в часовой зоне МСК+2. Смещение применяемого времени относительно UTC составляет +5:00.

## Население
| 2002 | 2010 |
| ---- | ---- |
| 11   | ↗15  |

## Инфраструктура
В деревне Сохарёвой всего одна улица — Центральная.